# Aşağıkıratlı, Kozluk
Aşağıkıratlı là một xã thuộc huyện Kozluk, tỉnh Batman, Thổ Nhĩ Kỳ. Dân số thời điểm năm 2011 là 444 người.